# Іскра життя
«Іскра життя» (нім. Der Funke Leben) — роман німецького письменника Еріха Марії Ремарка, що вийшов в 1952 році.
Роман присвячений його сестрі Ельфріді (нар. 25 березня 1903), яку нацисти обезголовили в 1943 році. Молодша з двох сестер письменника, Ельфріда, у шлюбі Шольц, що залишилася в Німеччині, була заарештована в 1943 році за антивоєнні і антигітлерівські висловлювання. На суді вона була визнана винною і 16 грудня 1943 року страчена (Ерне Ремарк, старшій сестрі страченої був висланий рахунок на оплату утримання Ельфріди в тюрмі, судочинство і саму страту, на суму 495 марок і 80 пфенігів, яку потрібно було перевести на відповідний рахунок протягом тижня). Існують свідоцтва, що суддя їй оголосив: «Ваш брат, на жаль, сховався від нас, але вам не піти». Про загибель Ельфріди Ремарк дізнався лише після війни. Чверть століття потому ім'ям Ельфріди назвали вулицю в її рідному місті Оснабрюці.

## Сюжет
Дія роману відбувається в концтаборі біля вигаданого міста Меллерн. Насправді такого табору не існувало, але при його описі Ремарк взяв за основу дані про Бухенвальд. За основу ж міста Меллерн було взяте його рідне місто Оснабрюк. Сам Ремарк в концтаборі ніколи не був, але при написанні роману використовував офіційні звіти і свідчення очевидців.

## Історія створення
У цьому романі Ремарк вперше звернувся до теми, в розробці якої не міг спертися на особистий досвід. Концепція книги була готова в 1944 році, а до роботи над нею він приступив в липні 1946 року після завершення есе «Про практичну виховну роботу в післявоєнній Німеччині», коли йому стало відомо про страту сестри. В процесі п'ятирічної роботи Ремарк усвідомив, що порушив табу на подібні теми, яке діяло в тогочасній ФРН (про що він пізніше також відгукувався в незакінченому романі «Тіні в раю»). Після ознайомлення з рукописом швейцарське видавництво «Шерц» розірвало договір з письменником. Новий видавець Й. К. Віч, незважаючи на початковий оптимізм, був змушений констатувати, що книга продавалася погано і отримала одностайно негативні відгуки літературної критики в ФРН, проте реакція колишніх жертв нацизму була позитивною. У зв'язку з цим Ремарк випустив кілька передмов, де він пояснює концепцію і розробку теми роману.